# 深海村 (樺太)
深海村（ふかみむら）は、日本の領有下において樺太に存在した村（指定町村）。
当該地域の領有権に関する詳細は樺太の項目、現状に関してはプリゴロドノエの項目を参照。

## 概要
- 亜庭湾に面していた。
- 1905年7月、樺太作戦で最初に日本軍が上陸したのは村内の女麗（めれい）で、後に上陸記念の碑が建てられた。
- 1934年12月、北海道猿払村まで海底電話線ケーブルが敷設された際、樺太側の入り口が深海村の女麗であった。電話線は戦後まもなくソ連軍により切断された。

## 歴史
- 1915年（大正4年）6月26日 - 「樺太ノ郡町村編制ニ関スル件」（大正4年勅令第101号）の施行により行政区画として発足。大泊郡に所属し、大泊支庁が管轄。
- 1929年（昭和4年）7月1日 - 樺太町村制の施行により二級町村となる。
- 1942年（昭和17年）11月 - 管轄支庁が豊原支庁に変更。
- 1943年（昭和18年）4月1日
  - 「樺太ニ施行スル法律ノ特例ニ関スル件」（大正9年勅令第124号）が廃止され、内地編入。
  - 指定町村となる。
- 1945年（昭和20年）8月22日 - ソビエト連邦により占拠される。
- 1949年（昭和24年）6月1日 - 国家行政組織法の施行のため法的に樺太庁が廃止。同日深海村廃止。

## 村内の地名
| - 女麗（めれい） - 東女麗（ひがしめれい） - 西女麗（にしめれい） - 円内（えんない） - 勇度丹（ゆうとたん） | - 手志矢（てしや） - 鳥居沢（とりいざわ） - 小田井（おたい） - 雄吠泊（おほえとまり） |

（）

## 地域

### 教育
以下の学校一覧は1945年（昭和20年）4月1日現在のもの。
- 樺太公立雄吠泊国民学校
- 樺太公立深海国民学校
- 樺太公立鳥居沢国民学校